# فرهنگ هزوارش‌های پهلوی
فرهنگ هزوارش‌های پهلوی کتابی از محمدجواد مشکور است که در سال ۱۳۴۶ منتشر و برندهٔ جایزه کتاب سال سلطنتی شد.